# Max-Weber-Preis für Wirtschaftsethik
Der Max-Weber-Preises für Wirtschaftsethik ist ein seit 1992 verliehener Preis des Instituts der deutschen Wirtschaft.

## Überblick
Seit 1984 führt das Institut der deutschen Wirtschaft einen regelmäßigen Dialog Kirche-Wirtschaft und ist somit das einzige der großen deutschen Wirtschaftsinstitute, das sich in einem eigenen Referat mit dem Verhältnis von Kirche und Wirtschaft und Fragen der Wirtschaftsethik befasst. Seit 1992 wird im zweijährlichen Turnus der mit 5000 Euro dotierte und vom Wuppertaler Unternehmer Klaus Tesch gestiftete Max-Weber-Preis an Wissenschaftler vergeben, die sich um die Verbesserung des Dialogs zwischen Ethik und Wirtschaft verdient gemacht haben.

## Preisträger
- 1992: Albert Löhr für Unternehmensethik und Betriebswirtschaftslehre: Untersuchungen zur theoretischen Stützung der Unternehmenspraxis
- 1994: Guido Krupinski, Führungsethik für die Wirtschaftspraxis
- 1994: Alfred Jäger für Diakonie als christliches Unternehmen, Diakonische Unternehmenspolitik, Konzepte der Kirchenleitung für die Zukunft
- 1994: Max Klopfer (in Zusammenarbeit mit der Siemens AG) für Lerneinheit Wirtschaftsethik
- 1996: Gerhard Blickle für Kommunikationsethik im Management
- 1996: Udo Neugebauer für Unternehmensethik in der Betriebswirtschaftslehre: Vergleichende Analyse ethischer Ansätze in der deutschsprachigen Betriebswirtschaftslehre
- 1996: Thomas Retzmann für Wirtschaftsethik und Wirtschaftspädagogik: Eine fachdidaktische Analyse von Möglichkeiten zur Förderung der moralischen Urteils- und Handlungskompetenz von Führungskräften
- 1998: Josef Wieland für seine Habilitationsschrift Ökonomische Organisation, Allokation und Status
- 1998: Anerkennungspreis: Bettina Palazzo für ihre Dissertation Unternehmensethik in Deutschland und den USA: Ein interkultureller Vergleich
- 2001: Andreas Wagner für seine Dissertation Unternehmensethik in Banken
- 2004: Joachim Fetzer für Die Verantwortung der Unternehmung
- 2004: Schul-/Lehrbuchpreis: Bernd Noll für Wirtschafts- und Unternehmensethik in der Marktwirtschaft
- 2006: Michael Fürst für seine Dissertation Risiko-Governance: Die Wahrnehmung und Steuerung moralökonomischer Risiken
- 2008: Guido Palazzo für seine Dissertation Corporate Responsibility
- 2008: Schul-/Lehrbuchpreis: Thomas Maak Integre Unternehmensführung: Ethisches Orientierungswissen für die Wirtschaftspraxis
- 2008: Ausbildungs-/Studienpreis: Johanna Weiss Erfolg und Moral
- 2010: Nick Lin-Hi für seine Dissertation: Eine Theorie der Unternehmensverantwortung: Die Verknüpfung von Gewinnerzielung und gesellschaftlichen Interessen
- 2010: Markus Beckmann für seine Dissertation: Ordnungsverantwortung: Rational Choice als ordonomisches Forschungsprogramm
- 2012: Maud H. Schmiedeknecht für ihre Dissertation über die Prozesse, die zur ISO 26000 geführt haben
- 2012: Schul-/Lehrbuchpreis: Thomas Retzmann und Tilman Grammes für ihr Online-Portal, „das Schüler auf mögliche moralische Dilemmata ihres Handelns aufmerksam macht und sie so für Fragen der Wirtschaftsethik sensibilisiert“
- 2014: Christof Altmann für seine Dissertation zur „Entwicklungskonkurrenz“
- 2014: Ausbildungspreis: Samuel Stäbler für seine Masterarbeit über das ethische und soziale Fehlverhalten von Unternehmen
- 2016: Giuseppe Franco für seine Dissertation zu Joseph Höffner und die soziale Marktwirtschaft
- 2018: Laura Marie Edinger-Schons, Johanna Jauernig, Sebastian Everding, Julian Degan, Nicole Caroline Schneider, Victoria von der Leyen
- 2020: Ann-Kathrin Crede, Quirin Kissmehl, Florian Niehaus, Carlotta Tautz
- 2022: Tim Philipp Bruns, Sebastian Panreck, Michéle Anne Reuter, Alice Sidorenko, Maximilian Ray Winkin
- 2024: Sabine Wiesmüller für Ihre Doktorarbeit mit dem Titel The Relational Governance of Artificial Intelligence[1]